# Бекзян Токтамышев
Бекзян Токтамышев (баш. Бикйән Туҡтамышев) – один из предводителей башкирского восстания 1662-1664, жил в Кыр-Кудейской волости, вместе с Азнагулом Урускуловым возглавил движение в Сибирской даруге.

## Биография
Бекзян жил в Сибирской даруге, вместе с Азнагулом Урускуловым возглавил повстанческое движение на западе Сибирской даруги. Отказался от переговоров с властями о прекращении вооружённых действий. Весной 1663 года восстание возобновилось, вместе с другими представителями заключил союз с Кучумовичами, в грамоте Уфимского воеводы отмечен как один из главных виновников восстания. Его дальнейшая судьба неизвестна. 